# 馬拉涅河
46°35′39″N 6°24′20″E / 46.59422°N 6.40568°E
馬拉涅河是瑞士的河流，位於該國西部，流經沃州，屬於韋龍河的支流，河道全長3.3公里，流域面積15.3平方公里，發源自蒙特里謝爾以南。